# Hazel Green (Wisconsin)
Hazel Green – miasto w Stanach Zjednoczonych, w stanie Wisconsin, w hrabstwie Grant.